# ワンハート
株式会社ワンハート（英: ONE-HEART Co.,ltd.）は、海外取材番組の制作やテレビ番組（ドラマ・バラエティ）に関する製作技術を行うプロダクションである。

## 役員
- 代表取締役社長 : 太田隆士
- 同上副社長 : 渡辺恵以子
- 取締役 : 小田切徹

## 主要取引先

### テレビ局
- 日本テレビ放送網株式会社
- 株式会社TBSテレビ
- 株式会社テレビ東京
- 株式会社WOWOW

### 制作プロダクション
- 東映株式会社
- 東映太秦映像株式会社
- 国際放映株式会社
- 松竹株式会社
- 株式会社C.A.L
- テレビ朝日映像株式会社
- 株式会社NHKエンタープライズ
- 学校法人東放学園

### 制作技術プロダクション
- 株式会社スポット
- 有限会社サウンドライズ
- 株式会社ブル
- 株式会社バスク
- 株式会社アップサイド
- 株式会社ニューテレス
- 株式会社日テレ・テクニカル・リソーシズ
- 株式会社ヌーベルバーグ

## 所属スタッフ

### 制作
プロデューサー／演出
- 太田隆士（社長）
- 牧野栄次

構成作家
- 猪股洋
- 市川幸宏

### 技術
撮影
- 木村祐一郎（ビデオスタッフ⇒パビック⇒バスク⇒オーエイギャザリング）
- 小島良児

VE
- 小田切徹

編集
- 岡村正信
- 畠山強

MA
- 吉永龍哉

## 主な作品

### 制作

#### 現在
- Railway Story（WOWOW）
- 古城のまなざし（WOWOW）

#### 過去
- 地球見聞録（BS-i）

### 技術

#### 現在
- 浅見光彦シリーズ（フジテレビ）
- 月曜ゴールデン 狩矢警部シリーズ（TBS）
- 女刑事みずき〜京都洛西署物語〜（テレビ朝日）

#### 過去
テレビ
- 金曜時代劇 最後の忠臣蔵（NHK総合テレビ）
- DRAMA COMPLEX 銭華 〜銀座ホステス株バトル〜（日本テレビ）
- なごや寿ロックンロール〜「グッモーエビアン!」より〜（東海テレビ）

映画
- 仔犬ダンの物語
- NIN×NIN 忍者ハットリくん THE MOVIE
- 星になった少年